# Susana Fortes López
Susana Fortes López (Pontevedra, 1959) és una escriptora i articulista espanyola.
Llicenciada en Geografia i Història per la Universitat de Santiago de Compostel·la, i en Història d'Amèrica per la Universitat de Barcelona, combina la seva passió per la novel·la amb el treball com a professora en València, a l'Institut Sorolla. Ha fet classes de castellà i Història de l'art i conferències als Estats Units (Louisiana i Califòrnia).
És autora de diverses novel·les. La seva primera novel·la Querido Corto Maltés va guanyar el premi Nuevos Narradores 1994. La seva obra més destacada és El amante albanés, amb la qual va quedar finalista del Premi Planeta en la seva edició de 2003. En totes dues novel·les es desenvolupa una història d'amor, en la primera inserida en la dictadura franquista i la segona desenvolupada sota l'albanesa de Enver Hoxha. La seva obra es caracteritza per vorejar el gènere policíac. També és artículista en diversos mitjans relacionats amb la literatura i el cinema, al qual considera molt vinculada la seva obra: «és com si tingués interioritzada la sintaxi del cinema en la literatura».
Es filla de l'escriptor Xosé Fortes Bouzán i germana del periodista de TVE Xabier Fortes.

## Obres
- Querido Corto Maltés, (1994, Tusquets), guanyadora del Premi Nuevos Narradores.
- Las cenizas de la Bounty (1998, Espasa)
- Tiernos y traidores (1999, Seix Barral)
- Fronteras de arena (2001, Espasa), finalista del Premi Primavera de novel·la.
- Adiós, muñeca (2002, Espasa). Selecció d'articles sobre cinema.
- El amante albanés (2003, Planeta), finalista del Premi Planeta.
- El azar de Laura Ulloa (2006, Planeta)
- Quattrocento (2007, Planeta)
- Esperando a Robert Capa (2009, Planeta), guanyadora del Premi Fernando Lara de Novel·la.[6]
- La huella del hereje (2011, Planeta)
- El amor no es un verso libre (2013, Suma de letras)
- Septiembre puede esperar